# Johan Ludwig Mowinckel
Johan Ludwig Mowinckel (22. oktober 1870 i Bergen - 30. september 1943 i New York) var en norsk skibsreder og politiker (V). Mowinckel var Norges statsminister i perioderne 1924–26, 1928–31 og 1933–35.
Mowinckel var også Venstres parlamentariske leder 1916–1918, 1923–1924, 1931–1933 og 1936–1940, handelsminister 1921–1922, udenrigsminister 1922–1923 og stortingspræsident 1916–1918. Han repræsenterede en liberal venstretradition i åndskulturelle spørgsmål og en standhaftig liberalisme i økonomisk politik.

## Liv og virke
Han var femte generations bergenser med navnet Johan Ludwig Mowinckel, tilhørende en af de ældste hanseatiske familier i Bergen. Efter læreår i Tyskland, Frankrig og England tog han i 1893 fat på sin karriere som skibsreder, først i partnerskab med selveste Christian Michelsen, der blev hans læremester også indenfor politik. Efterhånden købte Mowinckel sit første skib, og i 1902 startede han sit eget rederi. I 1912 omdannede han det til et aktieselskab, A/S J. Ludwig Mowinckels Dampskibsrederi, et af de tre største i Bergen.
I 1899 blev Mowinckel valgt til formand i Bergens venstreforening, og i 1902 blev han valgt til byens ordfører. Stillingen var krævende nok; de sidste 40 år var Bergens befolkning mere end fordoblet. I 1906 blev han valgt ind på Stortinget som en af de yngste, men alligevel valgt til at lede jernbaneudvalget. Han fik dermed æren af at fuldføre arbejdet med Bergensbanen. I årene 1927-40 var han formand i Venstre og var villig til at gå langt for at få bygget en alliance og indgå kompromisser. I udenrigspolitik gik han ind for frihandel og neutralitet, og gjorde en stor indsats i Folkeforbundet, forløberen til FN. Holodomor, hungerkatastrofen i Ukraine under Stalin, blev forsøgt benægtet af bolsjevikkerne, men blev alligevel et tema internationalt, ikke mindst i Folkeforbundet, hvor Mowinckel engagerede sig stærkt i sagen.
Mowincke var blandt stifterne af foreningen Norden. Han røg ud af Stortinget i 1918, da folk var oprørte over, at han ville have hjembyen Bergen omdøbt til "Bjørgvin". Mowinckel var en paradoksernes mand. Som liberalist kom han i nådeløs konflikt med fagforeningerne i de hårde opgør i 1920'erne og 1930'erne, men det forhindrede ham hverken i at gå i spidsen for hovedaftalen mellem LO og arbejdsgiverforeningen lige inden sin afgang i 1935, eller blive en nær ven af statsminister Johan Nygaardsvold og den sovjetiske diplomat Aleksandra Kollontaj.
Mowinckel var hele livet ateist, og hvis han ikke havde meldt sig ud af statskirken, havde han også været medlem af den norske regering i krigsårene. Han støttede Arnulf Øverland, da denne blev anmeldt for blasfemi. Mowinckel stod ligeledes bag Nordahl Grieg, da skuespillet Vår ære og vår makt blev sat op på teateret i Bergen, selv om stykket er et åbent angreb på rederne, og var nær ved at tages af plakaten i foråret 1935. Mowinckel sørgede imidlertid for, at stykket blev opført.
Marc Connellys påstået blasfemiske stykke Guds grønne enge blev opført - dog kun én gang - på Nationaltheatret, og da som en lukket visning for regering, storting, akademikere og redaktører. På første rad sad statsminister Johan Ludwig Mowinckel, og religiøse kredse syntes ikke om, at en statsminister fra Venstre klappede ivrigt for blasfemien. I løbet af striden omkring Guds grønne enge blev Venstre et parti, troende ikke mere kunne have tillid til, og Kristelig Folkeparti blev stiftet.

## Sidste tid
I 1940 holdt Mowinckel til i Stockholm som statsråd og tog til orde for en forhandlingsløsning og udstrakt samarbejde med Nazityskland. Ikke mindst ville han lade norske skibe i udenrigsfart vende hjem, så norske værdier kunne sikres til efterkrigstiden. Han blev anklaget for at holde defaitistiske taler og foredrag, og for at fraråde unge nordmænd at følge regeringens mobiliseringsordre. Selv mente han sig mistænkeliggjort, fordi resterne af hans rederi i Norge var sat under tysk tvangsadministration. Et brev fra 13 modstandsmænd til den norske eksilregering i London, beskyldte Mowinckel for defaitisme og nærmest unational holdning i Stockholm. Bevisførslen var dog ikke overvældende, og Mowinckel forsvarede sig ifølge Trygve Lie "glitrende", da han senere ankom til London.
Han blev presset ud af regeringen, overdraget den symbolske stilling som formand i Nortraships råd, og døde af kræft i New York. Mowinckel var gift tre gange og blev gravlagt på St. Jacob kirkegård i Bergen.